# 姆拉詹·亚诺维奇
姆拉詹·亚诺维奇（羅馬化：Mlađan Janović，1984年6月12日—），黑山男子水球运动员。他曾代表黑山国家队参加2008年和2012年夏季奥林匹克运动会水球比赛，均获得第四名。